# From the silence
From the silence is het vierfde studioalbum van Iluvatar. De titel heeft betrekking op de periode van stilte die aan dit album vooraf ging. Het laatst verschenen dateerde van vijftien jaar eerder. Na dat album volgde nog een enkel optreden en toen werd het stil rond de band. Opnamen voor From the silence vonden plaats in Phoenix, Arizona, Lutherville (Maryland) en Baltimore (Maryland). Zanger en tekstschrijver McLaughlin verliet kort na het verschijnen van het album de band.
Het album werd binnen de stroming progressieve rock/neoprog goed ontvangen, ook al werden er opmerkingen geplaatst, dat het het peil van het voorgaande album niet zou halen.

## Musici
- Glenn McLaughlin – zang
- Dennis Mullin – gitaar
- Dean Morekas – basgitaar, achtergrondzang
- Jim Rezek – toetsinstrumenten
- Chris Mack – slagwerk en percussie

## Muziek
| Nr. | Titel                                                  | Duur |
| --- | ------------------------------------------------------ | ---- |
| 1.  | From the silence (M: Iluvatar; T: McLaughlin)          | 0:53 |
| 2.  | Open the door (M:Iluvatar; T: McLaughlin, Morekas)     | 4:49 |
| 3.  | Resolution (M:Iluvatar; T: McLaughlin, Thomas Kraus)   | 7:03 |
| 4.  | Le ungarié moo-moo (M:Iluvatar, Brian Packham)         | 3:29 |
| 5.  | Across the coals (M:Iluvatar; T: McLaughlin)           | 7:56 |
| 6.  | The storm (M:Iluvatar; T: McLaughlin, Thomas Kraus)    | 4:01 |
| 7.  | M:Favorite son (Iluvatar; T: McLaughlin, Thomas Kraus) | 4:15 |
| 8.  | Between (M:Iluvatar; T: McLaughlin)                    | 7:01 |
| 9.  | The silence (M:Iluvatar; T: McLaughlin)                | 6:22 |
| 10. | Older now (M:Iluvatar; T: McLaughlin)                  | 3:19 |
| 11. | Until (M:Iluvatar; Jeff Lucente, T: Morekas)           | 6:02 |